# Dom Afonso
Dom Afonso fue una fragata que sirvió a la Armada Imperial Brasileña, siendo el primer barco de vapor en prestar servicio en esta armada. Fue construido en Inglaterra bajo la supervisión del Jefe de flota John Pascoe Grenfell y fue bautizado con el nombre de Dom Afonso en honor de Alfonso de Brasil, hijo del Emperador Pedro II de Brasil y la Emperatriz Teresa Cristina de Borbón-Dos Sicilias. El primer comandante fue el entonces Capitán de Fragata Joaquim Marques Lisboa. La fragata participó en el rescate del barco norteamericano Ocean Monarch y del portugués Vasco da Gama. También participó en la represión de revolucionarios republicanos y traficantes de esclavos clandestinos. El barco era parte de la flota que forzó con éxito el Paso Tonelero, en Argentina, en 1851. El 9 de enero de 1853, durante una tormenta, se hundió al noroeste de Cabo Frío, y tres marineros perecieron.